# 後二条師通記
後二条師通記（ごにじょうもろみちき）は、平安時代後期に活躍した藤原師通の記した日記。原本は一条家に伝来していた。後二条関白記、後二条殿記とも。

## 概要
永保3年（1083年）から康和元年（1099年）まで書かれたらしいが、うち数年分が欠ける。寛治7年（1093年）分の一部の自筆本が伝わる。この自筆本と、後に藤原頼長が書写させた古写本が、陽明文庫に伝わり、ともに国宝に指定されている。また、宮内庁書陵部にも古写本よりも時代が下ると見られる新写本が伝えられている。
同時代に記された日記に、中右記（藤原宗忠）、時範記（平時範）など。
1096年（永長元年）の巻には、永長地震で被害を受けた駿河国の様子（津波により四百戸余りが流出）が記述されており、当時の地震の規模や被害を把握するための手掛かりとなっている。